# もてもてスクランブルBEGIN the OJIN
もてもてスクランブルBEGIN the OJIN（もてもてスクランブル ビギン・ザ・オジン）は、1983年10月10日から1984年3月30日まで、ニッポン放送で放送されていた、ナイターオフ限定のワイドラジオ番組。
放送時間は月曜日から金曜日までの20:30 - 22:00。

## 概要
21時台スタートだった『くるくるダイヤル ザ・ゴリラ』に代わって1983年5月に放送開始された『ヤングパラダイス』は22:00スタートとなったため、20時台と21時台を跨ぐ、ニッポン放送ショウアップナイターの放送されない間のナイターオフ限定ワイド番組として登場。なお本番組以降21時台はショウアップナイターの後座番組（『ナイター花の応援団』→『ショウアップナイター探偵団』→『ショウアップナイターフラッシュ』→『ショウアップナイター応援団』→『ショウアップナイターハイライト』）とナイターオフワイド番組を交互に放送するようになった。
当時流行していた「オジン」という言葉（おじさんが転訛した言葉）を盛り込んだタイトルであり、これを「OJIN」とアルファベット書きにしたのは、「ヤング感覚も持った大人を意味する」ためとされている。そして「現在最も“OJIN感覚”にあふれた五人」として以下の5人が選ばれた。
なお当番組は、20:30 - 21:00の30分だけは前年、1982年度に続きネット枠となっていた他、内包番組4本を抱えるブロックワイドであった。

## パーソナリティ
- 月曜：KINYA
- 火曜：所ジョージ[注釈 2]
- 水曜：なぎら健壱
- 木曜：桂文珍
- 金曜：坂崎幸之助（THE ALFEE）[注釈 3]
- 月 - 金アシスタント：海野尾順子（ニッポン放送アナウンサー）

## タイムテーブル・コーナー
（出典：）
- 20:35 - 子供よわかるか オジン・ザ・クイズ
  - 生放送中、オープニングから出場者（主に小学生から高校生）を電話で募集し、選ばれたリスナーは電話で出場。賞金は1問正解するごとに1,000円。
- 20:45 - オー!マイ・アイドル
- 20:50 - アントニオ猪木 闘魂ザ・ワールド[注釈 4]
- 21:04 - 思春期20秒何でも発言
  - 電話で20秒間、リスナーにとにかく好きなことを言ってもらうコーナー[3]。
- 21:13 - 輝けスター! 銀座音楽祭への道
- 21:25 - '84飛び出せ!全国DJ諸君
- 21:35 - ヤマハポータトーンブレイク
- 21:45 - 拝啓!青春諸君
- 上記以外のコーナー
  - ハダカでこんばんは

（女性リスナーとパーソナリティが一緒に風呂に入るという設定で、風呂場の様々な効果音を付けながらトーク[4]）

## ネット局
- 放送時間はいずれも月 - 金の20:30 - 21:00。
  - 山口放送[注釈 5]
  - 高知放送[注釈 5]